# Landkreis Oder-Spree
Landkreis Oder-Spree (sorbisk: Wokrejs Odra-Sprjewja) er en landkreis i den østlige del af tyske delstat Brandenburg. Administrationscenteret er i byen Beeskow.

## Geografi
Landkreisen grænser mod syd til Landkreis Spree-Neiße, mod syd og sydvest til Landkreis Dahme-Spreewald, mod vest ligger Berlin, mod nord Landkreis Märkisch-Oderland og den kreisfrie by Frankfurt (Oder); mod øst ligger Polen.

## Byer og kommuner
Efter kommunalreformen 2003 består kreisen af 38 kommuner, herunder 7 byer. 
Kreisen havde 178658  indbyggere pr.  2018-12-31

| 1. Beeskow (8042) 2. Eisenhüttenstadt (24633) 3. Erkner (11815) 4. Friedland (2957) 5. Fürstenwalde/Spree (31941) 6. Müllrose ¹ (4630) 7. Storkow (Mark) (9180) Amtsfrie kommuner 1. Grünheide (Mark) (8645) 2. Rietz-Neuendorf (4102) 3. Schöneiche bei Berlin (12666) 4. Steinhöfel (4448) 5. Tauche (3820) 6. Woltersdorf (8259) Amter med tilhørende kommuner (* markerer administrationsby) 1. Brieskow-Finkenheerd (7475) 1. Brieskow-Finkenheerd * (2315) 2. Groß Lindow (1694) 3. Vogelsang (708) 4. Wiesenau (1273) 5. Ziltendorf (1485) 2. Neuzelle (6501) 1. Lawitz (565) 2. Neißemünde (1645) 3. Neuzelle * (4291) | 3. Odervorland (5682) 1. Berkenbrück (1015) 2. Briesen (Mark) * (2800) 3. Jacobsdorf (1867) 4. Scharmützelsee (10032) 1. Bad Saarow * (5851) 2. Diensdorf-Radlow (588) 3. Langewahl (860) 4. Reichenwalde (1156) 5. Wendisch Rietz (1577) 5. Schlaubetal (9931) 1. Grunow-Dammendorf (508) 2. Mixdorf (908) 3. Müllrose, Stadt * (4630) 4. Ragow-Merz (514) 5. Schlaubetal (1840) 6. Siehdichum (1531) 6. Spreenhagen (8529) 1. Gosen-Neu Zittau (3188) 2. Rauen (1994) 3. Spreenhagen * (3347) |